# Moeda paulista
Moeda paulista ou Dinheiro paulista foi como ficou conhecida a moeda corrente apenas no estado de São Paulo durante a Revolução Constitucionalista de 1932.
Para se desvincular do governo brasileiro, São Paulo precisou emitir seu próprio papel-moeda. Conforme relata o jornalista e escritor Luiz Octavio de Lima (1959-2020), no livro '1932: São Paulo em Chamas'. "São Paulo precisou imprimir o seu próprio dinheiro e passou a emitir cédulas de 5, 10, 20, 50, 100 e 200 mil réis." O decreto do governador Pedro de Toledo estabelecia que o câmbio deveria ser o mesmo da moeda nacional, à época. 
Como a casa da moeda oficial do Brasil ficava no Rio de Janeiro, o poder público estado de São Paulo da época precisou recorrer a uma gráfica. Assim, a Casa Melhoramentos de São Paulo foi o local onde as moedas eram impressas.